# 19524 Acaciacoleman
19524 Acaciacoleman è un asteroide della fascia principale. Scoperto nel 1998, presenta un'orbita caratterizzata da un semiasse maggiore pari a 2,6495437 UA e da un'eccentricità di 0,2079294, inclinata di 12,75423° rispetto all'eclittica.
L'asteroide è dedicato ad Acacia Coleman, nipote dello scopritore.